# Cegielnia (sielsowiet Ciecierki)
Cegielnia – dawny zaścianek. Tereny na których leżał znajdują się obecnie na Białorusi, w obwodzie witebskim, w rejonie miorskim, w sielsowiecie Ciecierki.

## Historia
W czasach zaborów zaścianek w powiecie dzisieńskim, w guberni wileńskiej Imperium Rosyjskiego
W latach 1921–1945 majątek leżał w Polsce, w województwie wileńskim, w powiecie dziśnieńskim (od 1926 w powiecie brasławskim) w gminie Jody.
Powszechny Spis Ludności z 1921 roku nie podał danych dotyczących miejscowości. W 1931 w 1 domu zamieszkiwały 2 osoby.
Wierni należeli do parafii rzymskokatolickiej w Borodzieniczach. Miejscowość podlegała pod Sąd Grodzki w Szarkowszczyźnie i Okręgowy w Wilnie; właściwy urząd pocztowy mieścił się w Jodach.